# سینه‌سرخ‌های سنگ‌نشین
سینه‌سرخ‌های سنگ‌نشین (نام علمی: Petroica) نام یک سرده از تیره سینه‌سرخ‌های استرالزی است.
این سرده ۱۳ گونه دارد:
- سینه‌سرخ کوه‌های برفی (Petroica archboldi)
- سینه‌سرخ جزیره جنوبی (Petroica australis)
- سینه‌سرخ کوهی (Petroica bivittata)
- سینه‌سرخ قرمزنارنجی (Petroica boodang)
- سینه‌سرخ کلاه‌قرمزی (Petroica goodenovii)
- سینه‌سرخ جزیره شمالی (Petroica longipes)
- سینه‌لیمویی (Petroica macrocephala)

- سینه‌لیمویی چتهم (Petroica macrocephala chathamensis)

- سینه‌سرخ آرام (Petroica pusilla)
- سینه‌سرخ نورفولک (Petroica multicolor)
- سینه‌سرخ آتشی (Petroica phoenicea)
- سینه‌سرخ صورتی (Petroica rodinogaster)
- سینه‌سرخ گلی (Petroica rosea)
- سینه‌سرخ سیاه (Petroica traversi)